# Luca Francesconi (artista)
Luca Francesconi (Mantova, 27 maggio 1979) è un artista italiano.

## Esposizioni e premi
Nel 2009 vince il premio "Illy Present Future".
Nel 2010 partecipa alla mostra "21 x 21. 21 artisti per il 21º secolo" tenuta presso la Fondazione Sandretto Re Rebaudengo di Torino in occasione del centenario di Confindustria, mentre nel 2011 è invitato alla 54ª Biennale di Venezia curata da Bice Curiger.